# بحيرة تولير
بحيرة تولير (بالإندونيسية: Danau Tolire) هي بحيرة بركانية تقع في شمال جزيرة تيرنات، ضمن مقاطعة مالوكو الشمالية في إندونيسيا، تُعد واحدة من أكثر الوجهات الطبيعية جذبًا في المنطقة بسبب منظرها الفريد وقربها من بركان غامالا.

تتكون البحيرة من بحيرتين متجاورتين تُعرفان محليًا بـ "تولير الكبير" و"تولير الصغير"، حيث تُحيط بهما الغابات البركانية والتضاريس الجبلية. يُعتقد أن تكوّن البحيرة يعود لانهيار أرضي ناتج عن نشاط بركاني.
تُروى حول البحيرة العديد من الأساطير المحلية، وتُعد موقعًا شهيرًا للنزهات والتصوير، ورغم جمالها الطبيعي، إلا أن السباحة أو النزول إلى مياهها نادر بسبب عمقها الغامض وتقاليد السكان المحليين، وتُعد البحيرة مقصدًا سياحيًا بسبب مناظرها الفريدة والهدوء الذي يميزها، كما يقصدها الزوار للاستمتاع بالطبيعة والتقاط الصور، خاصة في وقت الغروب.